# Phaea astatheoides
Phaea astatheoides là một loài bọ cánh cứng trong họ Cerambycidae.